# Kielmansegg (Adelsgeschlechter)
Kielmannsegg (auch Kielmannseck oder Kielmansegge) ist der Name dreier Adelsgeschlechter, die nicht miteinander stammverwandt sind.
- Eine Familie Küelmann aus Göppingen in Württemberg erhielt um 1500 den Adelsstand mit dem Prädikat von Kielmannseck, der ihr 1604 bestätigt wurde. Diese Familie ist bereits um 1700 erloschen.
- Eine Kaufmannsfamilie Khielman aus Hattingen an der Ruhr in Westfalen erhielt 1567 einen kaiserlichen Wappenbrief und wurde 1610 in den Reichsadelsstand erhoben, 1629 wurde ihr das Prädikat von Khielmanseckh verliehen. Die Familie ist seit dem frühen 17. Jahrhundert in Österreich ansässig. 1652 wurde sie in den Reichsfreiherrenstand gehoben, 1918 in den österreichischen Grafenstand als von Kielmansegg.
- Eine Familie Kylemann aus Itzehoe in Holstein stieg mit dem Schleswig-Holstein-Gottorfschen Rat und Kanzler Johann Adolf Kielmann (1612–1676) im Jahre 1641 in den erblichen Reichsadelsstand auf, ab 1652 mit dem Prädikat von Kilemanseckh, mit Wappenmehrung, die Elemente der (nicht verwandten, aber bereits adligen) westfälischen Familie aufnimmt. 1641 erhob Kaiser Ferdinand III. ihn in den erblichen Freiherrenstand und erteilte den beiden Familien ein gemeinsames Wappen; 1652 wurde Kielmann in den persönlichen (nicht erblichen) Grafenstand erhoben; seinen Söhnen wurde 1679 der Reichsfreiherrnstand verliehen. 1723 erhielt die Holsteiner Familie den erblichen Reichsgrafenstand als von Kielmansegg(e).

Die beiden jüngeren Adelsgeschlechter, aus Holstein und Westfalen, vereinbarten – obwohl sie nicht verwandt sind – bereits 1641, anlässlich der Nobilitierung des Kanzlers Johann Adolf Kielmann, einen „Familienzusammenschluss“. Die häufigere Schreibweise war historisch Kielmansegge, doch aufgrund eines Familienbeschlusses der beiden Familien aus dem Jahre 1909 gilt seither Kielmansegg als alleinige Namensschreibweise. Zweige des westfälischen und des holsteinischen Geschlechts bestehen gegenwärtig fort.

## Geschichte

### Württemberg

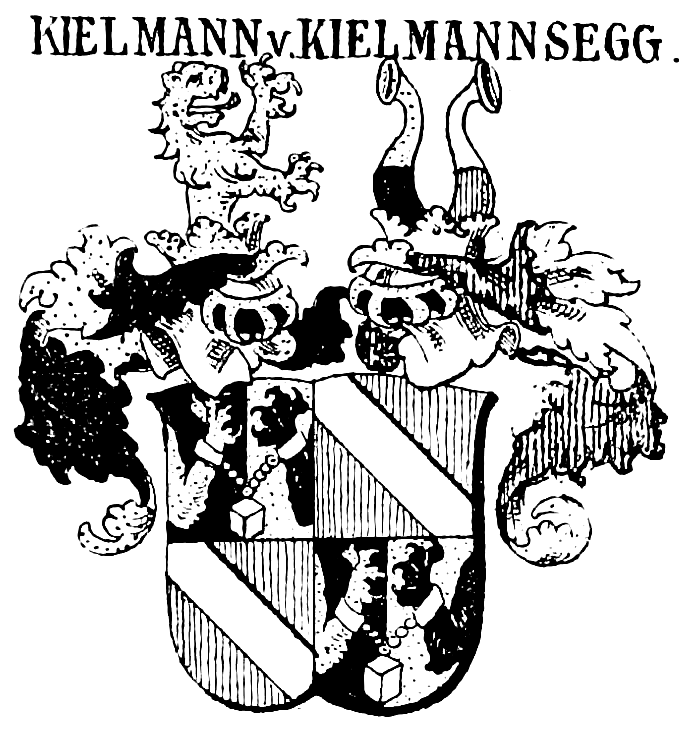
Wappen der württembergischen Kielmann von Kielmannsegg

Die älteste der drei Familien Kielmann stammt aus Göppingen, wo sie mit Ulrich Küelmann im Jahre 1461 zuerst urkundlich genannt wurde. Hans Kielmann, mutmaßlicher Sohn des Erstgenannten, wurde 1502 urkundlich genannt. Er soll den Adelsstand mit Prädikat von Kielmannseck erworben haben. Seinen drei Söhnen Andreas († 1589), Johannes († 1591) und Bartholomaeus bestätigte Kaiser Rudolf II. am 2. Dezember 1604 einen Privilegbrief seines Vorgängers Maximilian II. vom 13. Februar 1568. Zuvor hatte er bereits am 27. November 1604 den Adel der Brüder vom 16. September 1578 bestätigt. Insbesondere obiger Andreas von Kielmannseck tat sich als kaiserlicher Hofquartiermeister, später als Oberst, Kommandant und Feldherr hervor. Er erwarb für die Familie 1578 auch Gut und Schloss Oberhöflein und 1585 Grundbesitz bei Langau. Johannes von Kielmannseck wurde herzoglich Württembergischer Leibarzt. Beide Brüder setzten den Stamm fort. 1594 kam Testorf, später auch Winnerstorf im Erzherzogtum Österreich an die Familie. Mit des Letztgenannten Enkelkindern ist diese Familie um 1700 erloschen.

### Westfalen / Österreich

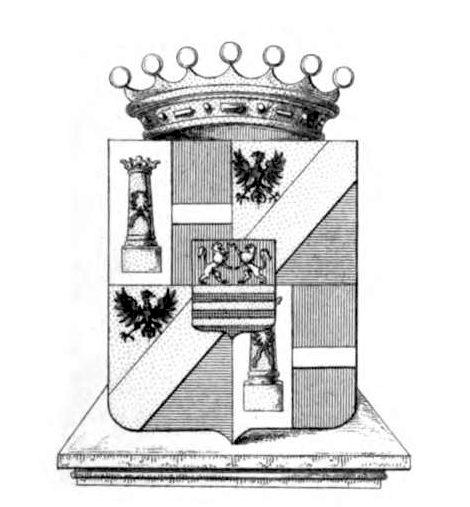
Wappen der Freiherren von Kielmannsegg

Die westfälische Familie Kielmannsegg beginnt ihre Stammreihe mit Johannes Kielmann († um 1540), Kaufmann in Hattingen. Sein Sohn, Conrad Khuelman, welcher ebenfalls in Hattingen sowie in Eisenberg Kaufmann war, erhielt am 14. Dezember 1567 in Wien einen kaiserlichen Wappenbrief. Die Enkel des Letztgenannten, die Brüder Heinrich, Arnold (Bürgermeister von Hattingen) und Georg Khielman wurden am 20. Januar 1610 in Wien zuzüglich einer Wappenbesserung in den Reichsadelsstand gehoben. Die beiden Zuletztgenannten erhielten am 2. Juni 1614 in Linz eine Wappenänderung.
Dem kaiserlichen Rat Heinrich Khielman (* 1586; † 1659), Sohn des obigen Arnold, der inzwischen in Österreich ansässig war, wurde am 10. Juni 1628 in Prag das Prädikat von Khielmanseckh verliehen. Am 9. März 1630 und am 14. Juli 1631 wurde er in den oberösterreichischen bzw. niederösterreichischen Ritterstand aufgenommen. Eine erneute Wappenmehrung kam am 3. Oktober 1632 an ihn und seinen Bruder, den kaiserlichen Hofkriegsratsekretar Johann Baptist Kielman von Kielmansegg († 1641). Heinrich von Kielmanseck, Frei- und Erbherr der Herrschaft Gföhl, wurde zudem in Prag am 12. Juli 1652 mit der Anrede Wohlgeboren in den Reichsfreiherrenstand gehoben.

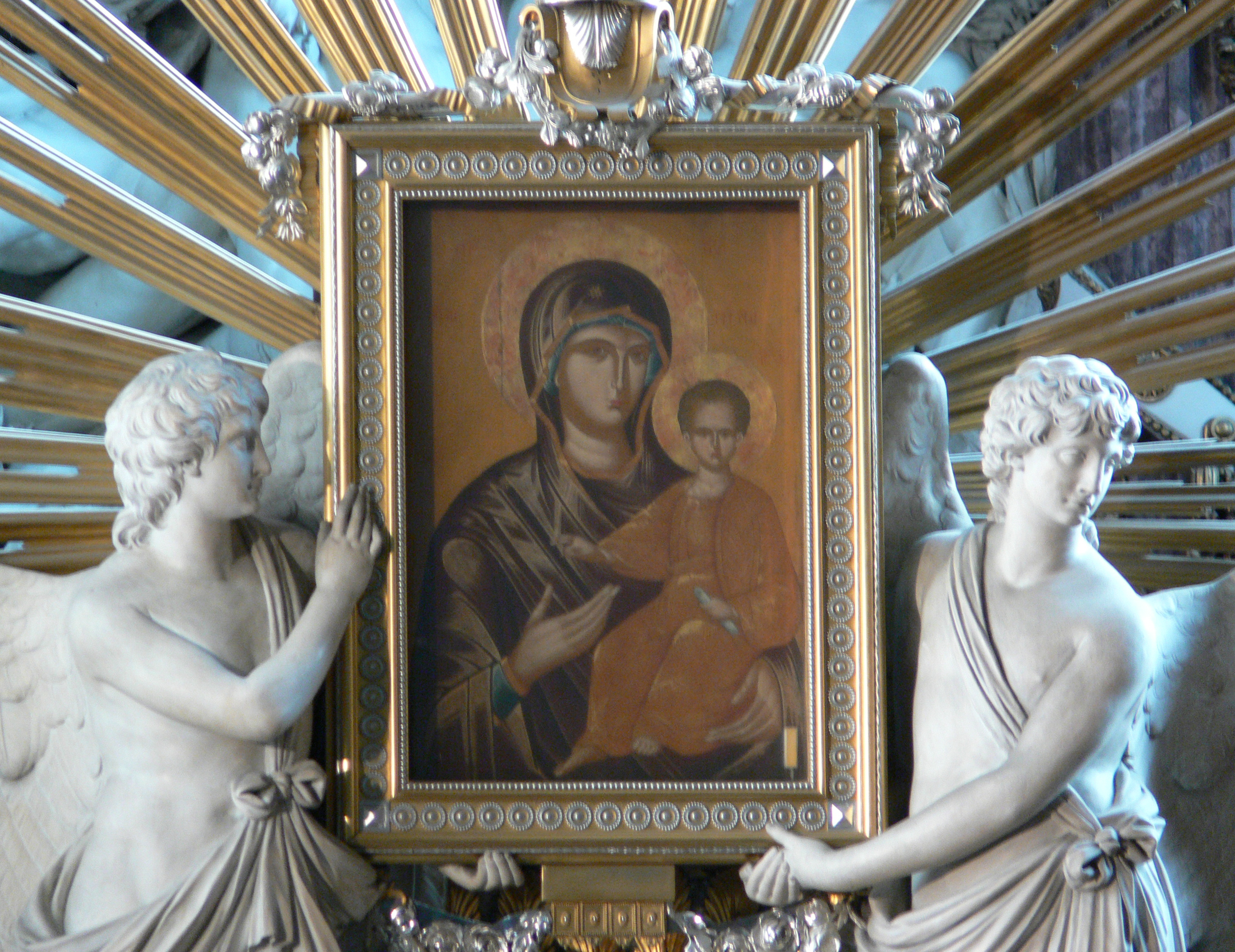
Maria Candia in Wien

Hervorgetan haben sich auch der kaiserliche Oberst Heinrich Ulrich von Kielmansegg († 1682), welcher aus der Belagerung von Candia die noch heute in der Kirche St. Michael, Wien, befindliche Maria von Candia von dort mitbrachte, oder dessen Sohn, der Vice-Hofjägermeister Heinrich Friedrich von Kielmansegge (* 1635; † 1708), welcher sich 1683 bei der Belagerung von Wien auszeichnete.
Am 17. Oktober 1918 erhielt schließlich der k.u.k. Oberstleutnant Freiherr Maximilian von Kielmansegg den niederösterreichischen Herrenstand. Noch 1918 wurde selbiger in den k. u. k. Grafenstand gehoben. Von seinen Söhnen setzte der jüngere, Maximilian Elias Graf von Kielmansegg, Freiherr von Gföhl (1907–1984) den Mannesstamm fort. Die Familie besteht gegenwärtig fort.

### Holstein / Hannover

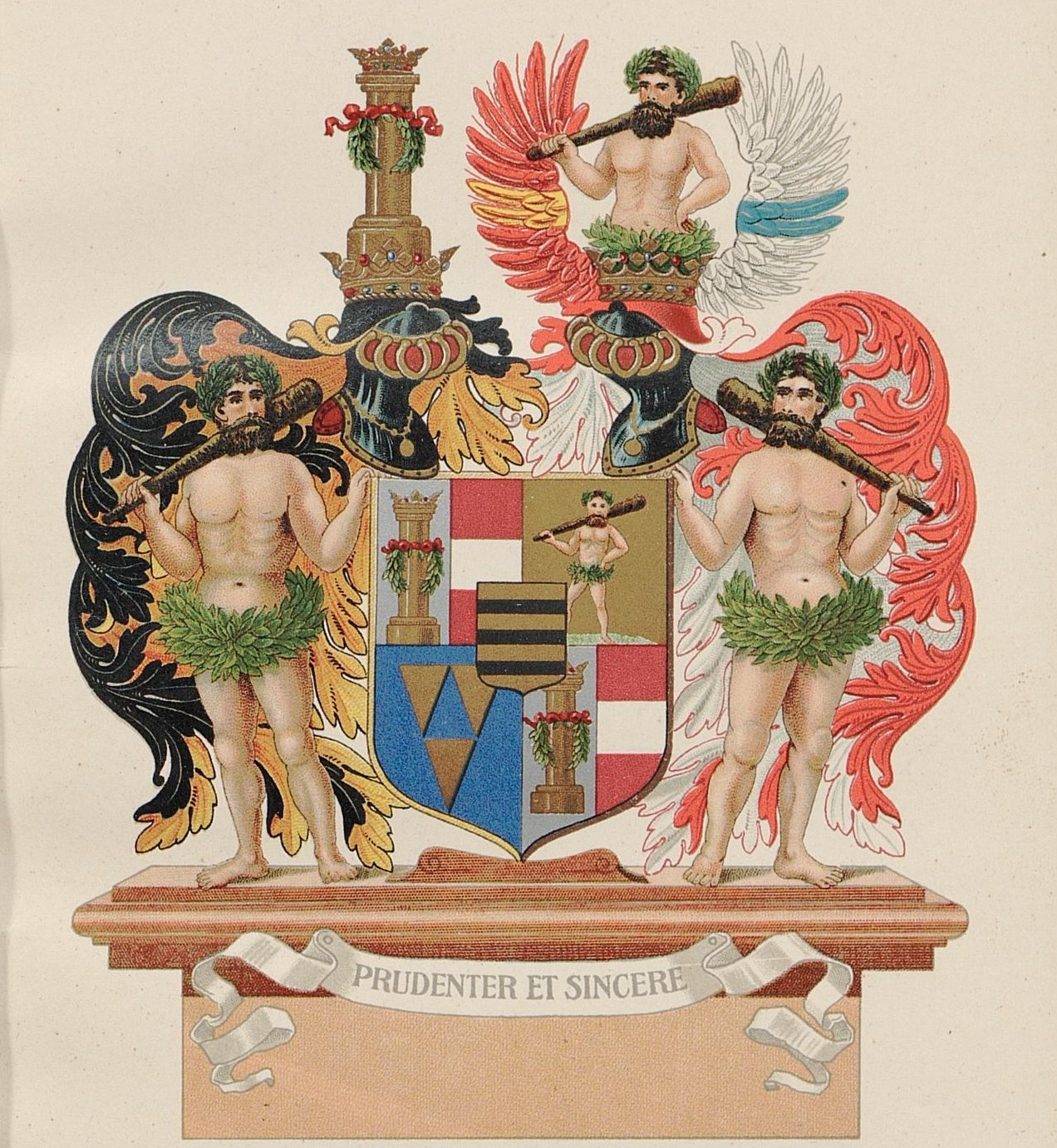
Wappen der Grafen von Kielmannsegg (1723)

Die holsteinische Familie Kielmansegg erscheint urkundlich zuerst mit Reymarus Kylemann aus Itzehoe, immatrikuliert 1492 an der Universität Rostock. Danach wurde Hinrick Kylemann, Erbherr auf Ottenbüttel, am 3. Mai 1528 in der Steuerliste im Reichsarchiv Kopenhagen genannt. Mit dem Ratsverwandten in Itzehoe Peter Kielmann beginnt schließlich um 1550 die durchgängige gesicherte Stammreihe des Geschlechts.
Der herzoglich Schleswig-Holstein-Gottorfsche Rat und Kanzler Dr. jur. utr. Johann Adolf Kielmann (* 1612; † 1676) wurde vom Kaiser aufgrund seiner Verdienste um die Gründung der Universität Kiel am 10. Mai 1641 in Regensburg in den erblichen Adelsstand erhoben. Mit dem kaiserlichen Hofkammerrat Heinrich von Kielmansegg (* 1586; † 1659) aus Westfalen, inzwischen ansässig in Niederösterreich, vereinbarte er wohl im Anschluss an den Reichstag von Regensburg von 1640/41 den „Familienzusammenschluss“. Am 6. März 1652 erfolgte die kaiserliche Verleihung des Prädikats von Kilemanseckh und eine Wappenmehrung, welche Elemente der westfälischen Familie aufnimmt. 1641 erhob Kaiser Ferdinand III. Johann Adolph Kielmann in den erblichen Freiherrenstand und erteilte den beiden Familien ein gemeinsames Wappen, 1652 wurde Kielmann in den persönlichen (nicht erblichen) Grafenstand erhoben. Er erwarb die vier adligen Güter Satrupholm, Oppendorf, Kronshagen und Bundesbüll und wurde deshalb 1662 zusammen mit seinen Söhnen in die schleswig-holsteinische Ritterschaft aufgenommen.
Am 8. Mai 1679 wurde seinen Söhnen in Laxenburg Hans Heinrich von Kielmansegg (* 1636; † 1686), Erbherr auf Quarnbek, Kronshagen und Marutendorf, Friedrich Christian von Kielmansegg (* 1639; † 1714) und Johann Adolf von Kielmansegg (* 1642; † 1711), verbunden mit der Anrede „Wohlgeboren“ als auch einer neuerlichen Wappenmehrung der alte Reichsfreiherrnstand verliehen. Der älteste der Brüder erhielt zudem als königlich dänischer Landrat am 11. September 1680 das dänische Indigenat.
Die Enkel von Friedrich Christian, die Brüder Georg Ludwig (* 1705; † 1785), Karl August und Ernst August, Söhne der Sophia Charlotte Freifrau von Kielmannsegg, geb. Gräfin von Platen-Hallermund, einer unehelichen Tochter des Kurfürsten Ernst August von Hannover (1629–1698) und dessen jahrelanger Mätresse Gräfin Clara Elisabeth von Platen (1648–1700), wurden in Wien am 23. Februar 1723 mit der Anrede „Hoch- und Wohlgeboren“ und nochmaliger Wappenbesserung in den Reichsgrafenstand gehoben. Die kurfürstlich braunschweigisch-lüneburgische Anerkennung des Grafenstandes erhielten die Brüder am 14. Januar 1726 durch ihren „inoffiziellen“ Onkel Georg I. Georg Ludwig erwarb 1736 das lauenburgische Gut Gülzow, das bis 1930 im Besitz der Familie blieb und 1752 das Gut Seestermühe, das sich bis heute im Besitz der Familie befindet.
Auguste Charlotte von Kielmannsegge (* 1777; † 1863), Herrin auf Ober- und Niederpöring immatrikulierte sich am 20. April 1830 bei der Grafenklasse im Königreich Bayern.
1883 kamen aus dem Nachlass des Grafen Karl von Wallmoden-Gimborn die Rittergüter Heinde und Walshausen bei Hildesheim an die Grafen von Kielmansegg, die dort noch ansässig sind.

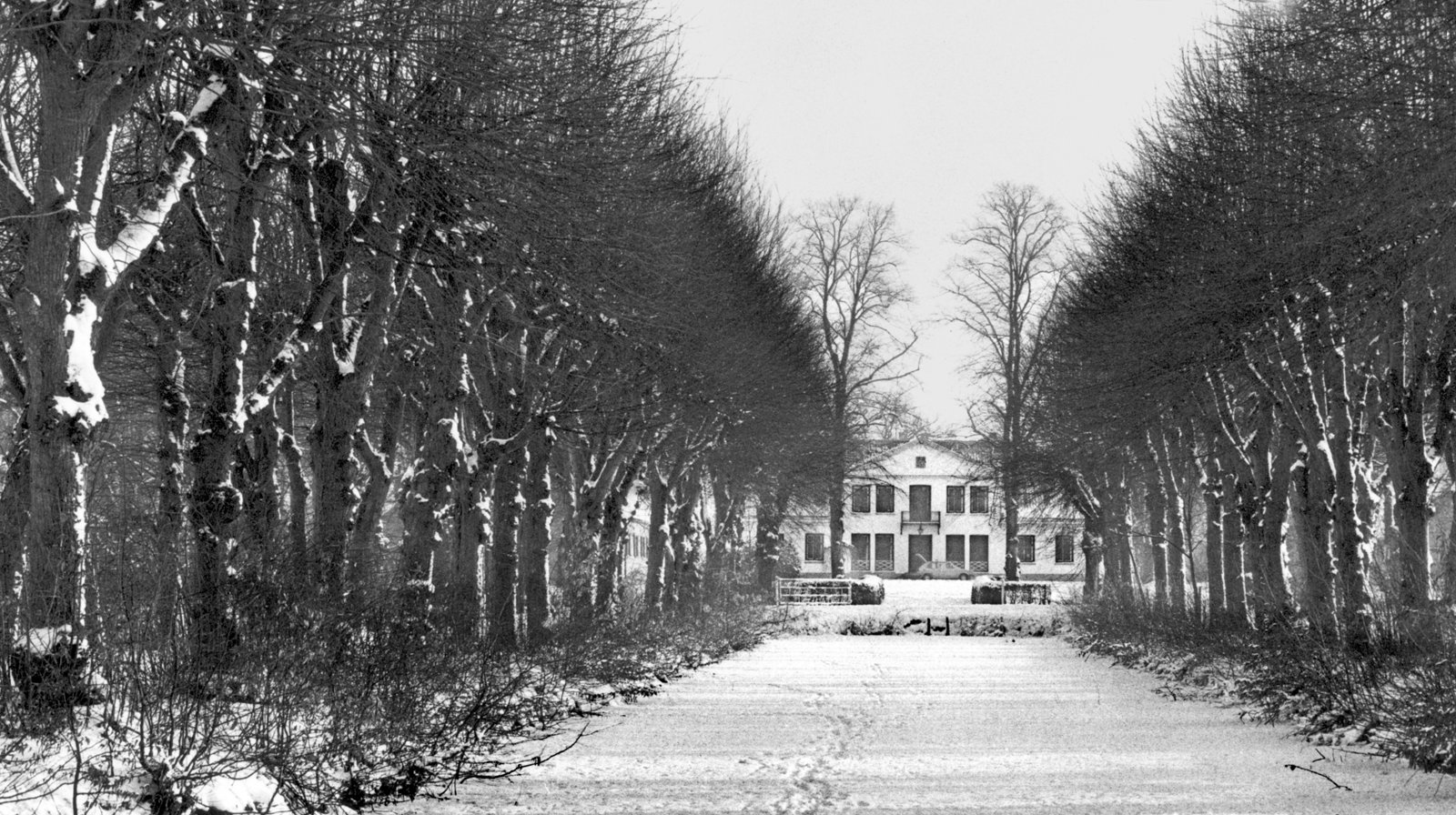
Gut Seestermühe (seit 1752 im Familienbesitz)
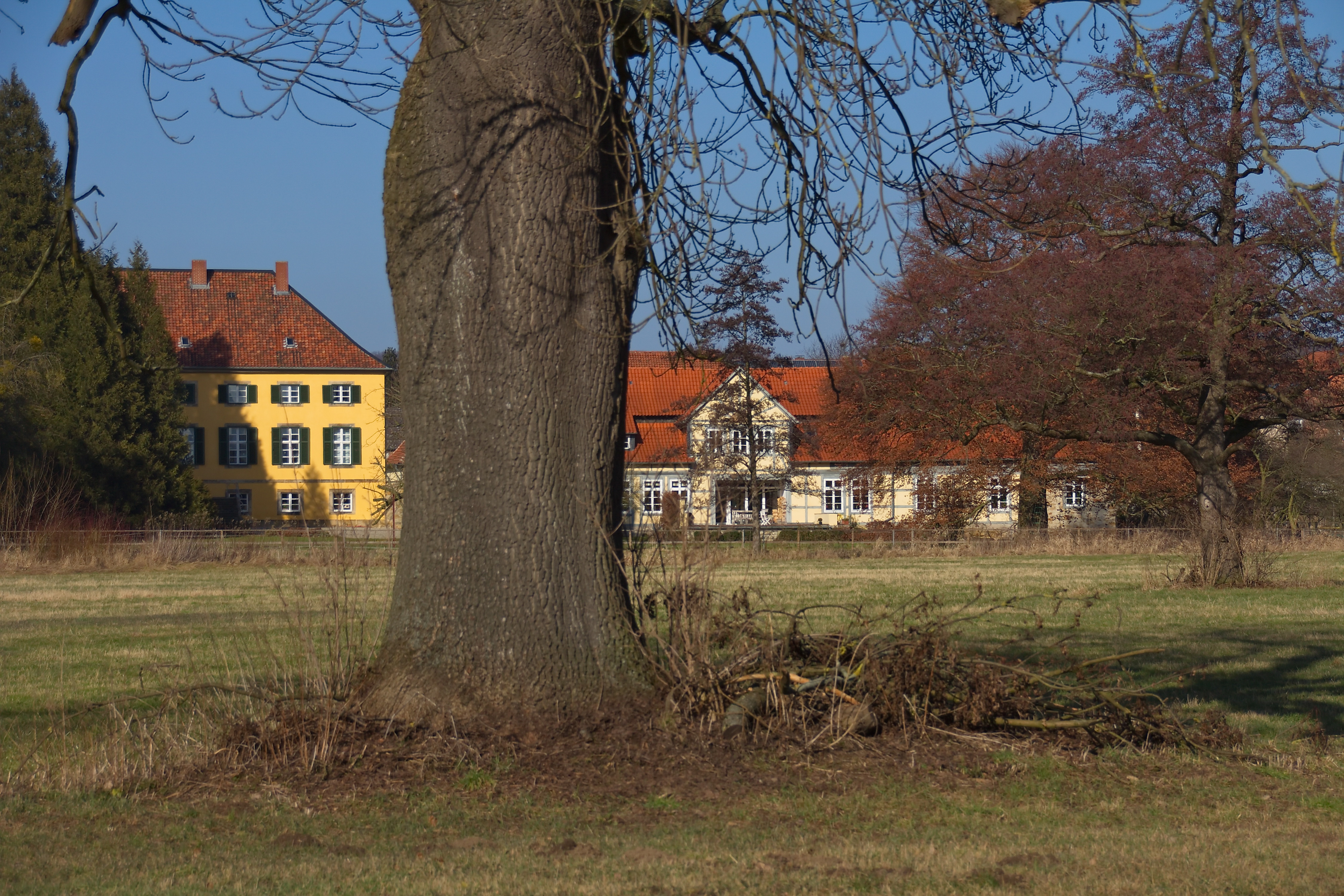
Rittergut Heinde (seit 1883 im Familienbesitz)

## Angehörige

### Holstein/Hannover

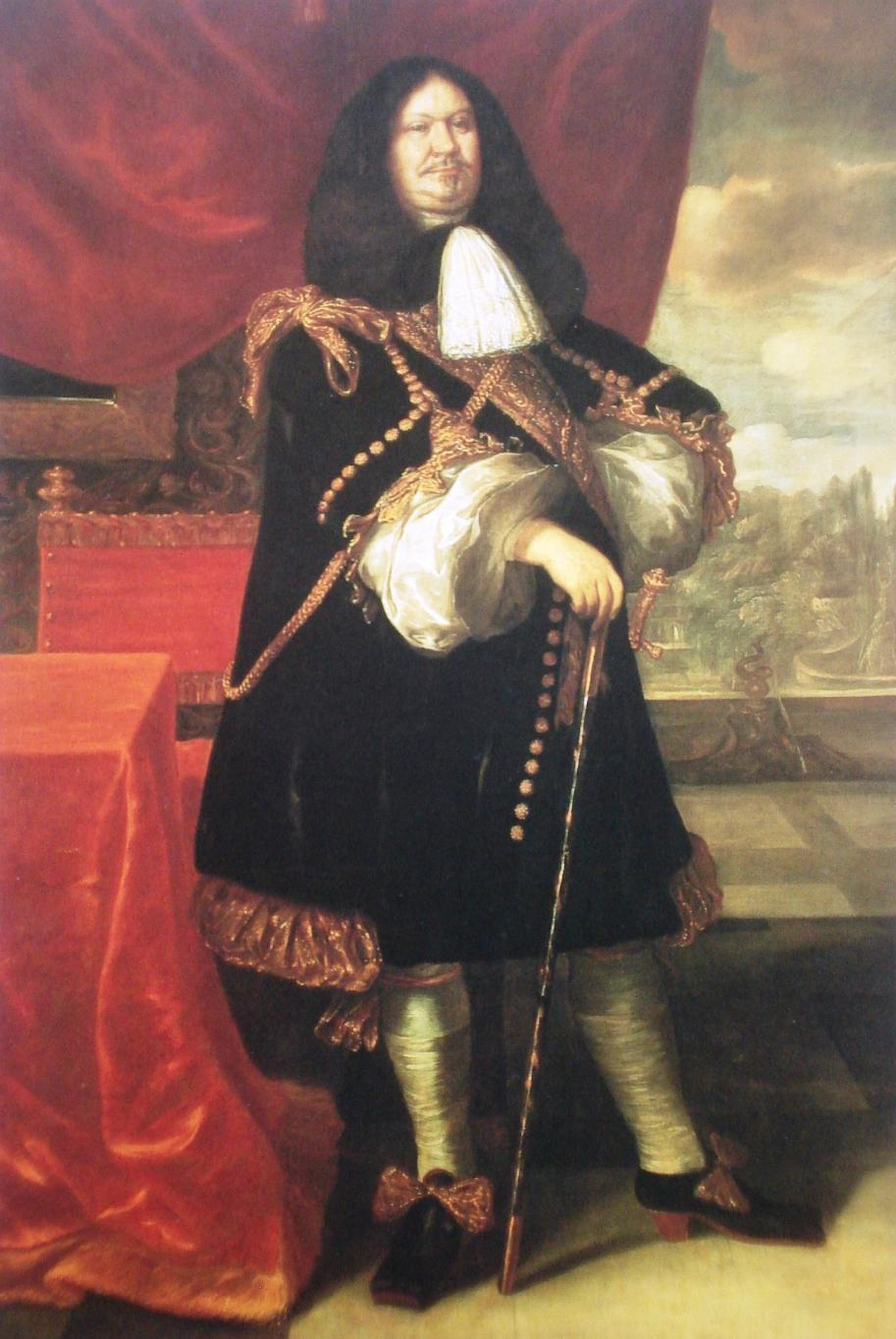
Graf Johann Adolph Kielmann von Kielmannsegg (1612–1676), Holstein-Gottorf’scher Kanzler

- Johann Adolph Kielmann von Kielmannsegg (1612–1676), herzoglich Holstein-Gottorfscher Rat und Kanzler, Dr. jur. utr., 1641 Freiherr, 1652 Graf (ad personam)
  - Hans Heinrich Freiherr Kielmann von Kielmannsegg (1636–1686)
    - Christian Albrecht Frhr. Kielmann von Kielmannsegg (1664–1731)
      - Hans Heinrich Frhr. Kielmann von Kielmannsegg (1702–1766)
        - Christian Albrecht Frhr. Kielmann von Kielmannsegg (1748–1811), deutscher Jurist, Jugendfreund Goethes und Präsident des Hof- und Landgerichts für das Herzogtum Mecklenburg

  - Friedrich Christian Freiherr Kielman von Kielmansegg (1639–1714), Hofbeamter in Gottorf, Dompropst in Hamburg und Domherr in Lübeck, auf Ludwigsburg und Wandsbek
    - Johann Adolph von Kielmansegg (1668–1717), Hofbeamter in Hannover und London,[10] ⚭ 1701 Sophia Charlotte von Platen-Hallermund (1675–1725), Halbschwester von König Georg I.
      - Georg Ludwig Graf von Kielmansegg (1705–1785), hannoverischer General der Infanterie, auf Gülzow und Seestermühe, 1728 zum Reichsgrafen erhoben, ⚭ 1726 Melusine Agnes Freiin von Spörcken
        - Friedrich Graf von Kielmansegg (1728–1800), deutscher Jurist und Verwaltungsbeamter, auf Gülzow, ⚭ Charlotte Freiin von Spörcken
          - Ludwig Graf von Kielmansegg (1765–1850), hannoverischer Oberstallmeister, auf Gülzow, ⚭ Friederike Eleonore Juliane Gräfin von Wallmoden-Gimborn a.d.H. Heinde
            - Ludwig Graf von Kielmansegg (1798–1873), preußischer Beamter, ⚭ 1827 Therese Freiin vom und zum Stein (1803–1863), Erbin der Herrschaften Cappenberg und Scheda
              - Ludwig (1830–1895)
              - Louise (1833–1901) ⚭ Thedel von Kielmannsegg (1836–1867), Sohn von Eduard (1804–1879)
              - Mathilde (1838–1914) ⚭ 1858 Albrecht Graf von der Groeben

            - Eduard Graf von Kielmansegg (1804–1879), hannoverscher Ministerpräsident ⚭ Juliane von Zesterfleth, ab 1862 auf Gülzow
              - Alexander Graf von Kielmannsegge (1833–1914), k.u.k. Admiral, auf Gülzow
              - Thedel (1836–1867) ⚭ 1863 Louise von Kielmansegg (1833–1901), Tochter von Ludwig (1798–1873)
              - Oswald Graf von Kielmansegg (1838–1896), k.u.k. Feldmarschallleutnant ⚭ Leontine Gräfin von Paar (1844–1912)
                - Karl Graf von Kielmansegg (1871–1953), k.u.k. Konsul, 1914–1930 auf Gülzow
                - Eduard (1874–1941) ⚭ Gabriele von Wrede (1880–1966), auf Heinde und Walshausen
                  - Karl (1908–1990) ⚭ Anneliese Fischer (1919–1994)
                    - Nikolaus (1952–2022) ⚭ Stefanie Denecke (* 1966)

                  - Oswald (1908–) ⚭ Eveline Maria Prinzessin von Croÿ
                  - Alexander (1916–)

                - Alois (1879–1969), österreichischer Ministerialbeamter, zuletzt Sektionschef

              - Erich Graf von Kielmansegg (1847–1923), k.u.k. Statthalter von Niederösterreich, 1895 Ministerpräsident von Cisleithanien

            - Alexander Graf von Kielmansegg (1806–1849), k.u.k. Oberst im 1. Italienischen Unabhängigkeitskrieg

          - Friedrich Graf von Kielmansegg (1768–1851), hannoverscher General der Infanterie, auf Seestermühe
            - Adolf Graf von Kielmansegg (1796–1866), hannoverscher Offizier und Diplomat, Gesandter in Paris und London, auf Seestermühe
            - Karl Graf von Kielmansegg (1816–1899), ab 1866 auf Seestermühe

          - Ferdinand Graf von Kielmansegg (1777–1856), hannoverscher Generalmajor und Kriegsminister, ⚭ (1802–1818) mit Auguste Charlotte von Schönberg (1777–1863), Agentin Napoléons
            - Alfred Graf von Kielmannsegg (1804–1862)
              - Lothar Graf von Kielmannsegg (1837–1907)
                - Adolf Johann Graf von Kielmannsegg (1864–1907)
                  - Johann Adolf Graf von Kielmansegg (1906–2006), General der Bundeswehr
                    - Johann Adolf (Hanno) Graf von Kielmansegg jun. (* 1935), Generalmajor der Bundeswehr
                    - Peter Graf von Kielmansegg (* 1937), Politologe
                      - Sebastian Graf von Kielmansegg (* 1972), Jurist und Hochschullehrer

            - Adolf von Kielmansegg (1819–1873), hannoverscher Oberstleutnant
              - Bernhard von Kielmansegg (1866–1945), sächsischer Generalmajor

          - Christian von Kielmansegg (1782–1848), Justiz-Kanzlei-Direktor in Celle, Abgeordneter der Ständeversammlung des Königreichs Hannover, hannoverscher Staatsrat

        - Carl Rudolph August Graf von Kielmannsegg (1731–1810), hannoverscher Minister, Kammerpräsident, Rat und Autor, auf Seestermühe

      - Karl August, zusammen mit dem ältesten Bruder Georg Ludwig 1728 Graf
      - Ernst August, 1728 Graf

  - Johann Adolph von Kielmansegg (1642–1711), Domherr in Lübeck, Staller von Eiderstedt

### Österreich (freiherrliche Linie)
- Karl Freiherr von Kielmannsegg (1835–1915), österreichischer Großgrundbesitzer und Abgeordneter